# کاتوگاستوتا
کاتوگاستوتا (به لاتین: Katugastota) یک منطقهٔ مسکونی در سری‌لانکا است که در ناحیه کندی واقع شده‌است. کاتوگاستوتا ۴۵۳ متر بالاتر از سطح دریا واقع شده‌است.